# Betonovo
Betonovo je naselje v Občini Sodražica. Naselje spada pod krajevno skupnost Gora.
- Betonovo, Gora
- Betonovo - pogled proti Blokam